# Amagopsis
Amagopsis är ett släkte av ringmaskar som beskrevs av Pergament och Hlebovic 1964. Amagopsis ingår i familjen Ampharetidae.
Släktet innehåller bara arten Amagopsis klugei.